# Tommaso Caputo
Tommaso Caputo (Afragola, Província de Nápoles, 17 de outubro de 1950) é um ex-diplomata da Santa Sé e prelado da Prelazia Territorial de Pompeia.

## Biografia
Tommaso Caputo frequentou o Seminário Arquiepiscopal de Nápoles e obteve a Licenciatura em Teologia Sagrada na Faculdade Teológica do Sul da Itália, seção “San Tommaso d'Aquino” (Nápoles). O arcebispo de Nápoles, cardeal Corrado Ursi, o ordenou em 10 de abril de 1974. Na Arquidiocese de Nápoles, desempenhou as funções de formador de seminaristas do ensino médio (1973-1974), vice-pároco da Paróquia de San Benedetto all'Arco Mirelli em Nápoles (1974-1976) e professor de religião nas escolas públicas (1973-1976). Ele sabe inglês, francês e espanhol.
Ingressou na Pontifícia Academia Eclesiástica em outubro de 1976 e frequentou simultaneamente os cursos de Direito Canônico na Pontifícia Universidade Lateranense, obtendo o Doutorado. Ingressando no serviço diplomático da Santa Sé em 25 de março de 1980, Caputo serviu posteriormente nas Representações Pontifícias em Ruanda (1980-1984), Filipinas (1984-1987), Venezuela (1987-1989) e, finalmente, na Secretaria de Estado. Foi nomeado Chefe de Protocolo da Secretaria de Estado em 19 de junho de 1993.
O Papa Bento XVI o nomeou Arcebispo titular de Otricoli e Núncio Apostólico em Malta e na Líbia em 3 de setembro de 2007, e o ordenou em 29 de setembro do mesmo ano na Basílica de São Pedro; os co-consagradores foram o Cardeal Secretário de Estado Tarcisio Bertone e o Cardeal Marian Jaworski, Arcebispo de Lviv.
Em 10 de novembro de 2012, Bento XVI o nomeou como Prelado da Prelazia Territorial de Pompeia e Delegado Pontifício para o Santuário de Nossa Senhora do Rosário. Arcebispo Caputo tomou posse canônica em 21 de novembro, enquanto a solene celebração do início do ministério pastoral na Cidade Mariana ocorreu em 12 de janeiro de 2013.
Monsenhor Caputo é Grande Oficial da Ordem Equestre do Santo Sepulcro de Jerusalém e Prior da Seção de Nápoles – Bem-Aventurada Virgem do Rosário. Desde setembro de 2019, com a aprovação do Papa Francisco, também é Assessor da Ordem.
Entre 5 de outubro de 2020 a 20 de janeiro de 2021, foi Administrador Apostólico de Caserta. Atualmente, é Presidente do Conselho Fiscal da Conferência Episcopal Italiana, além de delegado para o Observatório Jurídico e referente para os Santuários na Conferência Episcopal da Campânia.